# Now loading...SKY!!
《Now loading...SKY!!》（ナウローディング・スカイ）是声優團體sphere的第5張單曲。於2010年7月28日由GloryHeaven發行。

## 概要
- 初回限定盤收錄了《Now loading...SKY!!》的PV在DVD。

## 收錄曲

### 通常盤
1. Now loading...SKY!!
  - 作詞：畑亜貴、作曲・編曲：虹音
  - 電視動畫『玩伴貓耳娘』主題曲
2. かってな成長期
  - 作詞：畑亜貴、作曲・編曲：黒須克彦
  - 電子遊戲PSP/PS3『劍與魔法與學院3』主題曲
3. Now loading...SKY!!（Instrumental）
4. かってな成長期 (instrumental)

### DVD（初回限定盤）
1. Now loading...SKY!! (Music Clip)

## 外部連結
- Pl@net sphere（页面存档备份，存于）（sphere 公式網站）